# Arnold V Wolfgang Huyn van Geleen
Arnold V Wolfgang Huyn van Geleen (vermoedelijk te Deurne, 5 mei 1620 - Aken, 10 september 1668), ook wel Arnold V Wolfgang graaf Huyn van Amstenrade en Geleen, Arnoldt Grave von Huyn zu Geleen, Arnolf Wolfart en Arndt genoemd, was heer van Geleen, vanaf 1654 graaf van Geleen en vanaf 1663 graaf van Amstenrade en Geleen. Hij was zoon van Arnold IV Huyn van Geleen en Margreta van Wittenhorst.

## Huwelijk en kinderen
Arnold huwde op 15 maart 1644 met Maria Margaretha Huyn van Amstenrade, dochter van Werner Huyn van Amstenrade en van Lyfart van Lerode (ook wel Leyffardt von Lerodt of De Leerodt genoemd). Arnold was op dit moment nog geen 24 jaar oud. Zijn vrouw, uit de zogenoemde Rivieren (familie)tak, was ongeveer 35 jaar en 15e graad bloedverwant met Arnold. Arnold stamde uit de zogenoemde Geleense (familie)tak.

Kinderen uit dit huwelijk:
- gravin Franciska Agnes, werd Ursuline te Aken
- gravin Godefrida Agneta Maria Ignatia

## Erfenis en bezittingen

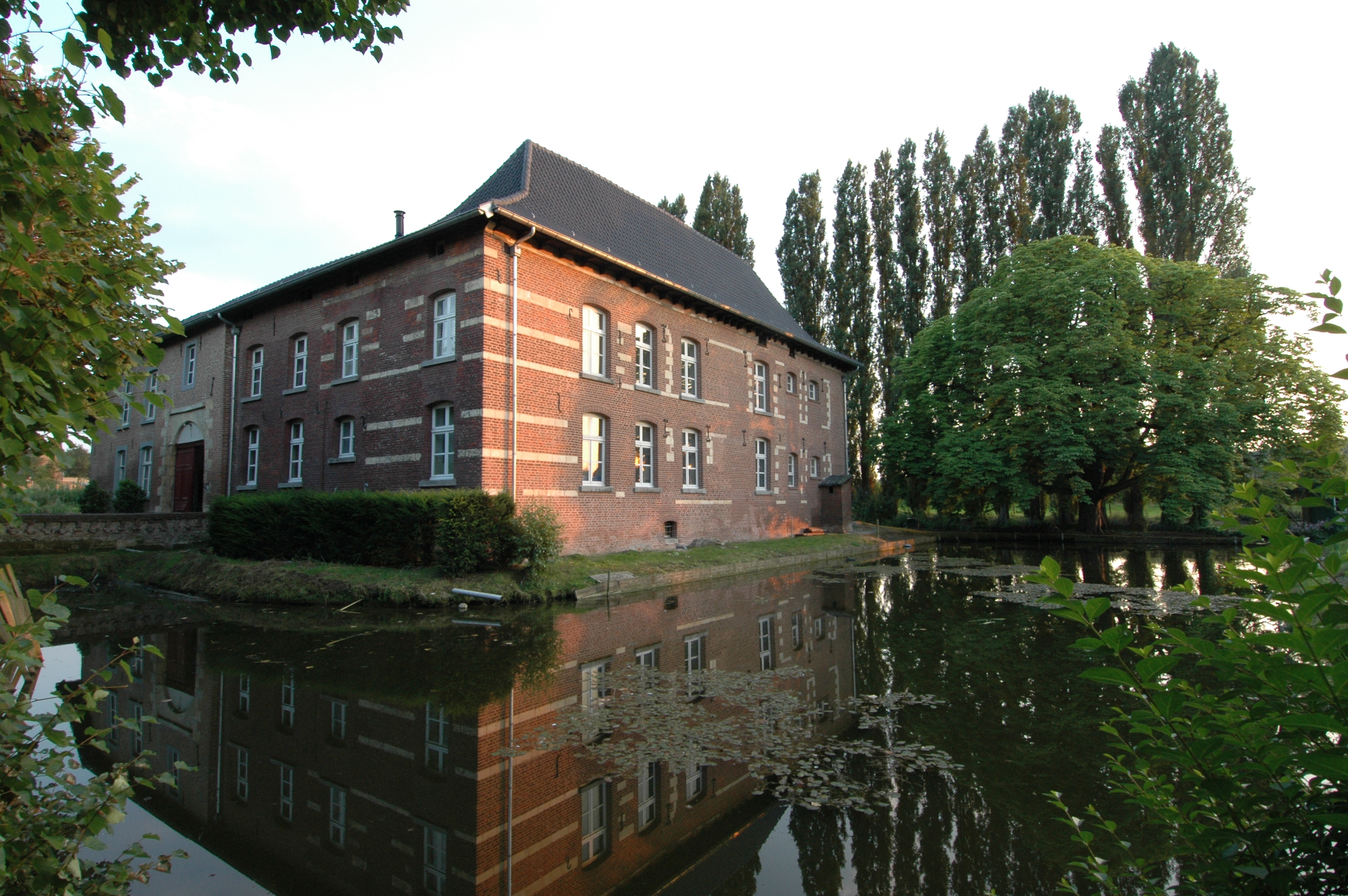
Huis Ten Dijcken te Spaubeek vanaf de vijver

Na het overlijden van Arnold IV moest zijn vrouw Margaretha heel wat regelen in een periode van troebele tijden.

Door het aflopen van het Twaalfjarig Bestand in 1621, laaide de strijd met Spanje weer op. Een samenzwering van de Zuid-Nederlandse adel onder Hendrik van den Bergh om het Spaanse juk af te schudden mislukte. Deze werd vervolgd door de Veldtocht langs de Maas in 1632, waarbij prins Frederik Hendrik van Oranje de steden Straelen, Venlo, Roermond, Sittard en Maastricht op de Spanjaarden veroverde. Hierdoor behoorde (vrijwel het hedendaagse) Limburg in feite bij Noord-Nederland.

Het is dan ook te begrijpen dat Adam van Raderade op 20 januari 1635 verklaarde dat de belening van de gronden die hij in 1620 van Arnold IV had gekocht, ten gevolge van de troebele tijden was uitgebleven en dat hij de heer Hilger Fabritius gelastte deze in leen te nemen. Verder verklaarde hij dat in augustus 1634 3.200 Brabantse guldens te Maastricht had geleend van Joris Charpentier en Margaretha Thysius tegen onderpand van zijn Huis Ten Dijcken en dat dit geld bestemd was om het restant van de koopsom te betalen aan de nog onmondige kinderen van Arnold IV.

### Erfenis van de familie Huyn van Geleen

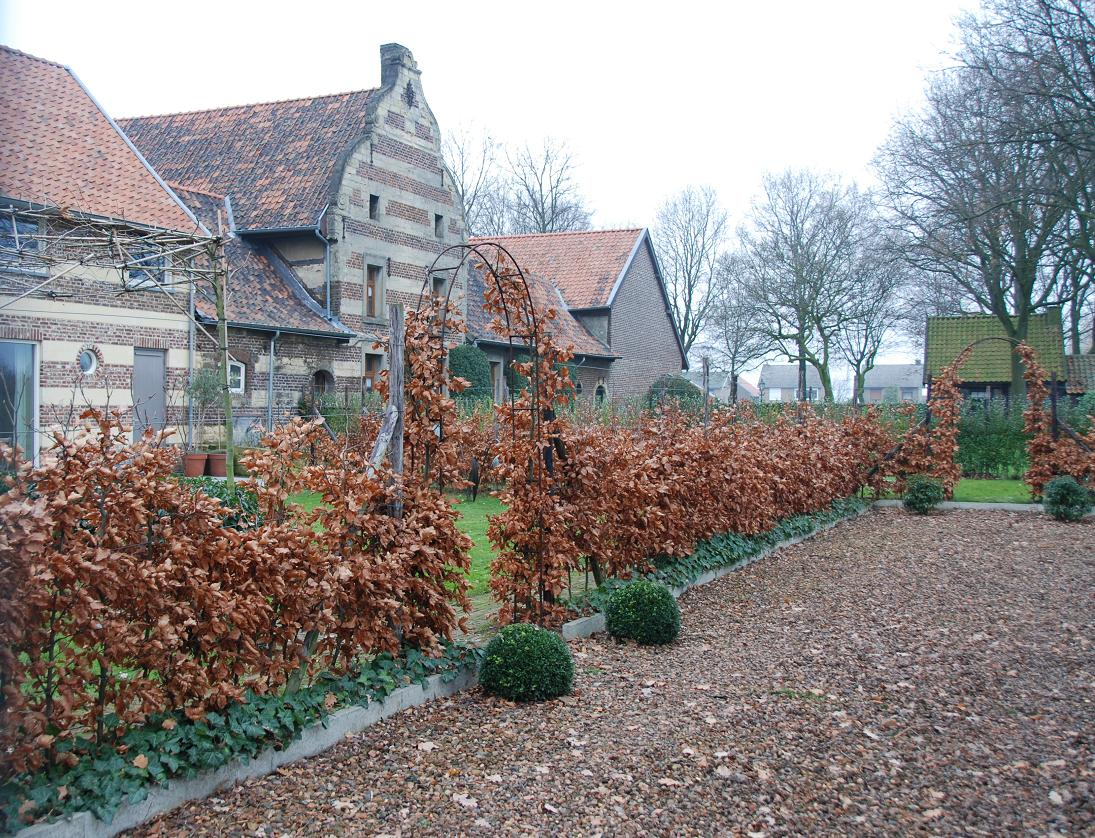
hoeve te Printhagen

Door het vroegtijdig overlijden van zijn vader Arnold IV op 2 maart 1624, werd Arnold op nog geen 4-jarige leeftijd, op 9 september 1624 te Brussel beleend met de heerlijkheid Geleen.

Op 8 oktober 1625 werd te Valkenburg het kasteel Sint-Jansgeleen en de hoeve behorende bij het kasteel, de Vroenhof te Beek en de twee hoeven te Printhagen aan hem beleend.
Zijn moeder is vervolgens samen met haar kinderen op kasteel Sint-Jansgeleen blijven wonen. Arnold is hier dan ook opgegroeid.

### Erfenis van de familie Huyn van Amstenrade, Rivieren tak
Zijn vrouw Maria was erfgename van de heerlijkheden Oirsbeek en Brunssum, die zij op 2 mei 1643 op haar naam liet verheffen.

Hiernaast verwierf zij ook de volgende bezittingen die zij bij haar huwelijk inbracht:
- De Bergerhof te Nuth die tussen Driessche en Grijzegrubben lag. De Bergeren is voor 1880 afgebroken. Alleen de Bergerwerg bij hof Driessche herinnert nog aan het bestaan van de Bergerhof.
- De Dobbelsteiner hof te Oirsbeek.
- De Hof De Douve te Merkelbeek.

Maria en Arnold gingen op Kasteel Amstenrade wonen, waar ook hun beide dochters geboren werden. Toch bestond er een stevige band met Kasteel Sint-Jansgeleen, zoals onder andere blijkt uit de schenking van zilveren platen aan de schutterij van Spaubeek in 1647 en in 1656.

### Erfenis van de familie Van Wittenhorst
De erfenis van de zijde van Arnolds moeder, Margreta van Wittenhorst, was helemaal niet geregeld. Haar vader Wolfart Everhard van Wittenhorst was reeds in 1619 overleden. Zij had enkel nog een oom Johan van Wittenhorst, heer tot Horst, die op leeftijd en kinderloos was.

Om deze reden gelaste Arnold III op 20 juli 1636 Johan van Wittenhorst om de erfenis te regelen.

Reeds op 22 augustus 1636 werd aan deze lastgeving gevolg gegeven. De helft van het allodiale (niet leenroerig) huis van Horst en de heerlijkheid Horst werd, onder levenden, aan Margreta’s zoon Johan François Godefrois en zijn nakomelingen geschonken. Hiertoe werd, bij kinderloos overlijden, ook Johans broer Arnold gerekend.
Na de dood van zijn moeder in 1654 werd Arnold heer van de heerlijkheid Broekhuizen, een erfenis van de in december 1642 overleden Karel Dirk van Pallandt met wie zijn moeder in 1630 was getrouwd.

### Erfenis van de familie Van Lerode
Het aandeel van het Akens domkapittel in de Sittardse parochiële tienden veranderde niet meer gedurende de gehele verdere periode van het ancien régime. Anders verliep het met het deel van de familie Van Lerode.

De zoon van Jan van Lerode, Dirk, en diens zoon Jan wisten hun deel ongeschonden te handhaven. Hierna werd het 3/8 deel echter gesplitst tussen de twee zonen van Jan van Lerode: Christophorus en Winand. 3/16 deel kwam zo in handen van Christophorus' zoon Johan en diens vrouw Irmgard von Hochkirchen en vervolgens van hun zoon Johan (Jan) Arnold, aartsdiaken van het aartsdiakenaat Kempenland en bouwheer van kasteel Born.

Het andere 3/16 deel kwam in het bezit van Winands dochter Lyfart, die gehuwd was met Werner Huyn van Amstenrade. Toen hun dochter Maria met Arnold huwde, bracht ze een deel van de Sittardse tienden in Geleense handen.
Johan Arnold van Lerode zorgde er in 1666 voor, dat het Geleense deel weer in de familie Van Lerode kwam. Op 13 maart 1666 kocht hij het terug van Arnold en herenigde hij het Van Lerodse deel van de Sittardse tienden. Deze situatie bleef voortbestaan tot de Franse Tijd.

### Verkrijgingen
In 1643 droeg zijn oom Godfried Huyn van Geleen de heerlijkheid Obermelsdorf met de daarbij behorende kastelen Obermelsdorf en Bernard aan Arnold over. Zijn oom had deze heerlijkheden in datzelfde jaar verkregen van de prins-bisschop Frans van Hatzfeld van Würzberg.

## Titels
Arnold was van 1 april 1647 tot 1664 drost van Krieckenbeck en Erkelenz.
In 1644 erfde hij het pandheerschap over de stad en de heerlijkheid Wachtendonk van zijn grootvader Arnold III. Op 20 juli 1649 kocht hij van koning Filips IV van Spanje de heerlijke rechten van deze plaats voor 171.440 Brabantse guldens. Op 6 april 1644 woonde hij de vergadering van de Staten van het Overkwartier bij. Hij werd hierbij vermeld met de titel heer van Geleen en Wachtendonck.
Na de dood van zijn broer Johan François Godefrois in 1653 volgde Arnold, bij testament, hem op als heer van de heerlijkheid Horst. Op 8 maart 1660 verkochten Arnold en Maria de vrijheerlijkheid Ter Horst met kasteel, feodale en allodiale goederen met hoge, lage en mediale jurisdictie aan Willem Vincent van Wittenhorst en vrouwe Wilhelmina, baronesse van Bronkhorst. Alle goederen en rechten van de heerlijkheid Ter Horst, die Arnolds broer Johan François Godefrois via moederszijde in 1639 had verkregen, kwamen hierdoor weer terug in handen van de familie Wittenhorst.

De verkoopsom bedroeg 36.000 rijksdaalders, waarmee diverse van de vele schulden van de heerlijkheid Ter Horst werden verrekend.

### Raadsheer en kamerheer
Arnold was raadsheer en kamerheer van de Spaanse koning. Als zodanig trad hij op bij de volgende verwikkelingen.

Het Partagetraktaat van 1661 (het duurde ruim 12 jaren voordat het vredesverdrag van Münster werd uitgevoerd) verdeelde de Landen van Overmaas in een Staats en een Spaans gedeelte. De verdelingen van het Land van Valkenburg tussen de protestantse Staten-Generaal en het katholieke Spanje had tot gevolg dat 15 katholieke kerken en 2 kapellen in protestantse handen overgingen.

Een van deze kerken was de Sint-Prancatiuskerk te Heerlen. Tot dan toe werd deze door katholieken en protestanten gezamenlijk gebruikt (simultaneum). Doordat Heerlen Staatsgebied werd, verviel de grondslag voor dit simultaneum en werd de Pancratiuskerk protestants, terwijl de merendeel van de Heerlense bevolking katholiek was.

Spanje, als katholieke natie, was daar niet zo gelukkig mee en zocht naar oplossingen voor de katholieken in Staatsgebied, waarbij ook Arnold werd ingeschakeld. Door inbreng van graaf Johan (Jan) Frederik van Schaesberg was het gelukt om Schaesberg in 1661 in Spaanse handen te houden. Om de katholieken in Staats-Heerlen te helpen liet Johan Frederik tussen de Kissel en Leenhof op de grens van Schaesberg en Heerlen, een kwartier gaans van Heerlen verwijderd, een provisorische kerk bouwen, de Leenderkapel.

Hierdoor kon Arnold op 4 september 1662 de Spaanse overheid berichten dat de inwoners van de Staatse gebieden op Spaans grondgebied ter kerke konden gaan.
Het was niet alleen graaf Johan Frederik van Schaesberg die alles in het werk stelde om zijn bezittingen in Spaanse handen onder te brengen, ook onder anderen Arnold V, graaf Van Hoensbroeck, de priorin Agnes Hoen van Cartils van het klooster Sint Gerlach en de abt Winandus Lamberti van de abdij Rolduc waren op dit gebied zeer actief. Hun pogingen waren succesvol.

In 1661 liep alleen abt Winandus Lamberti grote kans dat Rolduc Staats zou worden. Hij schreef daarom in 1661 aan de Spaanse gezant het volgende:

Het zou mijn adbij en mijn lichaam minder bedrukken, hoezeer mijn geest ook de gevolgen moet ondervinden van deze rampspoed, ware het niet dat de graaf van Geleen zich over mijn ongeluk grotendeels verheugt, hij en de anderen waaraan ik het nimmer heb verdiend. Zij getuigen daarvoor, dat zij niet verdienen de titel van graaf te dragen, wijl zij pogen mede te werken aan de vernietiging van de vrome stichtingen der hertogen van Limburg.

Met deze laatste zinsnede verwijst abt Winand Lamberti naar de grote steun en begunstiging tot behoud van Rolduc verleend door de hertogen van Limburg, die ook te Rolduc begraven liggen.

### Graaf van Geleen en Amstenrade
In 1621 begon de Dertigjarige Oorlog die geheel West-Europa bestreek. De broer van zijn grootvader Arnold III Huyn van Geleen, Godfried Huyn van Geleen, maakt zich als opperbevelhebber der Duitse keizerlijke troepen zo beroemd, dat keizer Ferdinand III op 5 juli 1640 zijn hele geslacht in de rijksgravenstand verhief. Hierdoor werden naast Arnold ook zijn broer Johann Godard en zijn tante Agnes Maria in 1640 tot rijksgraaf benoemd.

Deze graventitel was persoonlijk. Arnold bleef heer van Geleen, de heerlijkheid Geleen was op dat moment nog niet tot een graafschap verheven.
Op 16 mei 1654 verheft koning Filips IV van Spanje de heerlijkheid Geleen met kasteel Sint-Jansgeleen tot graafschap, waarmee Arnold zich vanaf dit moment graaf van Geleen mocht noemen. Hierdoor verkreeg hij een dubbele graventitel. Naast de persoonlijke Duitse rijksgraventitel werd hij via Geleen, die op Spaans territorium lag, verheven tot graaf van het Spaanse koninkrijk. Net zoals zijn persoonlijke titel was ook de Spaanse graventitel erfelijk in zowel de mannelijke als vrouwelijke rechte wettige familielijn. Kasteel Sint-Jansgeleen werd het bestuurscentrum van het graafschap Geleen.

Op 20 december 1663 werden de heerlijkheden Oirsbeek en Brunssum bij Geleen gevoegd. Op 26 februari 1664 werd het uitgebreide graafschap te Brussel verheven. Hiermee werd Arnold graaf van Geleen en Amstenrade. Ook voor het graafschap Geleen en Amstenrade bleef Kasteel Sint-Jansgeleen het bestuurscentrum. Echter, doordat Kasteel Amstenrade niet alleen het stamslot van alle Huyns was, maar ook de voornaamste verblijfplaats was van het grafelijk gezin en doordat het meer centraal gelegen was, werd het meer geschikt om als castrum officiale van het hele gebied te fungeren. Hierdoor kreeg Kasteel Amstenrade een zeker overwicht op Kasteel Sint-Jansgeleen.
Het is merkwaardig dat men toen ging spreken over het graafschap Geleen en Amstenrade. Het zou logischer zijn geweest om het graafschap Geleen, Oirsbeek en Brunssum te noemen, naar de plaatsen waar de rechtbanken gevestigd waren.

### Opsomming titels
Arnold had de volgende titels:
- raadsheer en kamerheer van koning Filips IV van Spanje
- Heer van Geleen sinds 1624 (via zijn moeder)
- Heer van Oirsbeek en Brunssum sinds 1643 (via zijn echtgenote)
- Heer van Obermelsendorf sinds 1643 (via zijn oom Godfried Huyn van Geleen)
- Heer van Wachtendonk sinds 1644 (via zijn grootvader Arnold III Huyn van Geleen)
- Heer van half Schinnen (via zijn grootvader Arnold III)
- Heer Ter horst van 1653 tot 1660
- Heer van Broekhuizen van 1654 tot 1666 (via zijn moeder)
- rijksgraaf van het Duitse Keizerrijk sinds 1640
- graaf van Geleen sinds 1654
- graaf van Geleen en Amstenrade sinds 1663

## Kerk

### Giften aan de kerk van Oud-Geleen

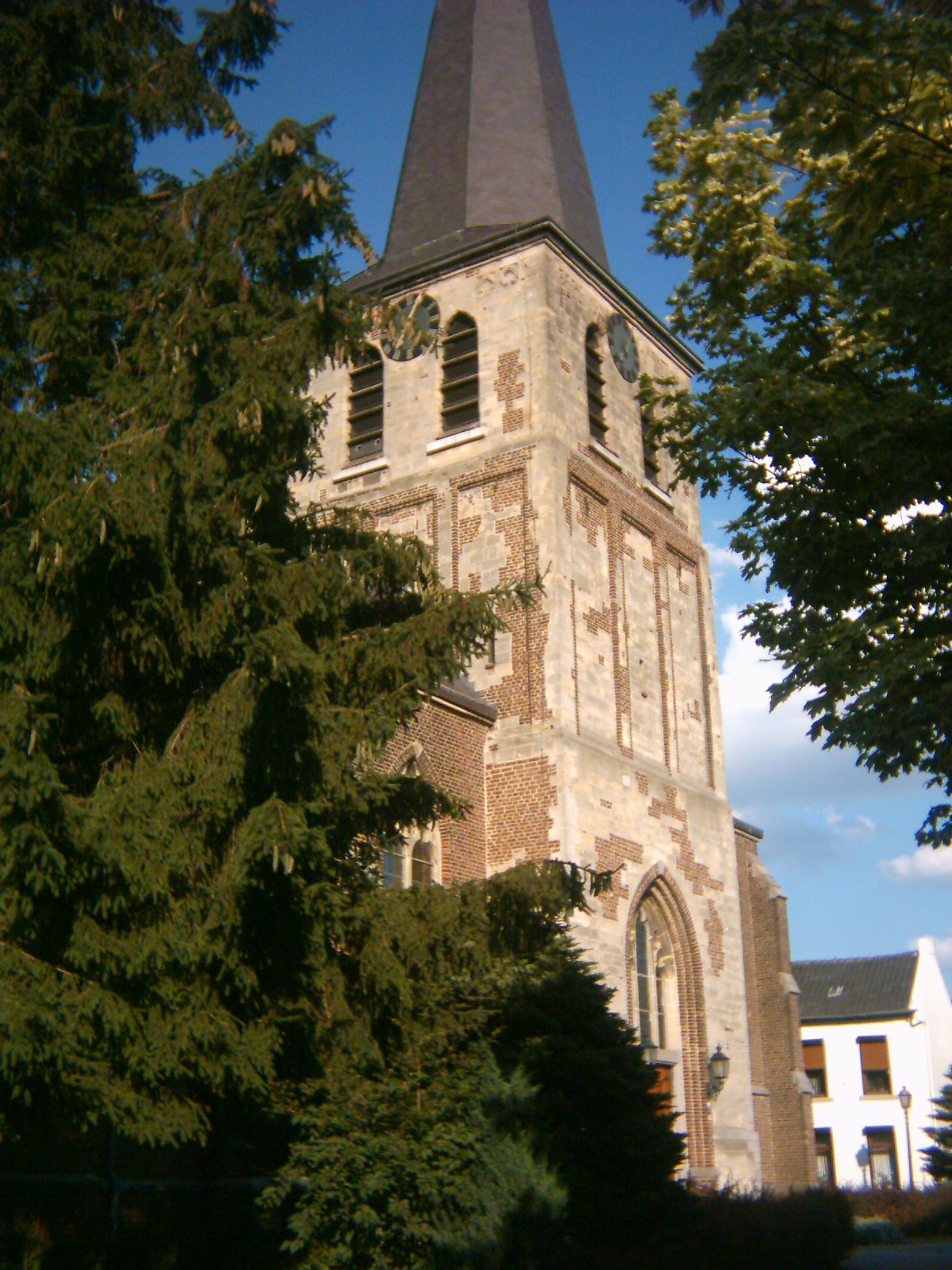
RK Kerk Marcellinus en Petrus te Oud-Geleen

Tussen 1605 en 1654 vermeldt de pastoor van Geleen (thans: Oud-Geleen) in zijn dagboek meerdere giften aan de kerk door leden van de familie Huyn. Hiertoe behoorden o.a. een doopvont met het wapen van de familie en het jaartal 1622. Ook zijn twee wijwatervaten in de oude toren door de familie Huyn geschonken.

### Patronaatsrecht
Bij kerkvisitaties op 7 mei 1667 en 7 mei 1668 werd gemeld dat Arnold patronaatsrecht had op de kerken van Wachtendonk, Wankum (thans een deelgemeente van Wachtendonk) en Spaubeek. Waarbij hij ook recht had op een gedeelte van de tienden van Spaubeek.

## Overlijden
In 1667 trof Arnold een zware slag. Zijn dochter Godefrida stierf bij de geboorte van haar eerste kind Maria-Dorothea. Zij werd begraven in de Sint-Jozefkapel in de jezuïtenkerk Sint-Michael te Aken, waaraan zowel Arnold als Godefrida veel schenkingen deden ten behoeve van de bouw.

### Uitsterven familietak Huyn van Geleen
Op 10 september 1668 overleed Arnold onverwachts aan koorts in zijn woning te Aken. Hij was de laatste van zijn stam, waardoor de familie Huyn van Geleen uitstierf. Hij werd naast zijn dochter Godefrida in de kapel van Sint-Jozef in de Sint-Michaelkerk te Aken begraven.

Omdat hij de laatste van zijn stam was, werd zijn wapenschild gebroken en in zijn tombe gelegd.
Zijn vrouw, Maria Huyn van Amstenrade, van de zogenoemde Rivieren tak, en haar zus Anna waren de laatste nog in leven zijnde leden van hun linie. Hun broer Johann Werner, de stamhouder van de Rivieren tak, was reeds in 1642 gesneuveld in de Dertigjarige Oorlog, waardoor de Rivieren tak van de familie Huyn van Amstenrade reeds was uitgestorven.
Maria Huyn van Amstenrade stierf omstreeks 1673.